# Uber Cup 2004/Qualifikation Amerika
Die amerikanische Qualifikation zum Uber Cup 2004 fand vom 17. bis zum 21. Februar 2004 auf Barbados statt. Kanada qualifizierte sich als Sieger für die Endrunde des Cups.

## Austragungsort
- Sir Garfield Sobers Gymnasium

## Endstand
| Platz | Land               | Punkte | Spiele | Spielpunkte |   |    | Sätze |   |    | Bälle |   |     |
| ----- | ------------------ | ------ | ------ | ----------- | - | -- | ----- | - | -- | ----- | - | --- |
| 1     | Kanada             | 4      | 4      | 20          | – | 0  | 40    | – | 1  | 514   | – | 154 |
| 2     | Vereinigte Staaten | 3      | 4      | 13          | – | 7  | 27    | – | 16 | 431   | – | 294 |
| 3     | Peru               | 2      | 4      | 12          | – | 8  | 26    | – | 16 | 399   | – | 302 |
| 4     | Guatemala          | 1      | 4      | 4           | – | 16 | 6     | – | 33 | 152   | – | 452 |
| 5     | Barbados           | 0      | 4      | 1           | – | 19 | 3     | – | 36 | 175   | – | 469 |